# Rosamond (Californie)
Pour les articles homonymes, voir Rosamond.
Rosamond est une census-designated place (CDP) dans le Comté de Kern en Californie.
On y trouve Solar Star, la deuxième plus grande centrale solaire photovoltaïque du monde.

## Démographie
| 2000   | 2010   | - | - | - | - |
| ------ | ------ | - | - | - | - |
| 14 349 | 18 150 | - | - | - | - |